# Klarisa Jovanović
Klarisa Jovanović je slovenska književna prevajalka, profesorica francoščine in primerjalne književnosti, * 3. december 1954, Ptuj, Slovenija.  

## Življenje in delo
Rodila se je 3. decembra 1954 na Ptuju, odraščala pa je v Izoli. Študirala je francoščino in primerjalno književnost na Filozofski fakulteti v Ljubljani. Po končanem študiju se je zaposlila kot profesorica, poleg tega pa je postala književna prevajalka in članica Društva slovenskih književnih prevajalcev, pesnica in glasbenica. Njen prvi prevod je bila knjiga Otok v luninem popku, ki jo je napisal grški pisatelj Filippos Drakondaidis. Prevod te knjige je izšel leta 1986 pri Pomurski založbi. Pred letom 2001 je bila večina njenih prevodov iz leposlovja, proze in poezije. Leta 2001 je prevedla v slovenščino antologijo grške literature 20. stoletja po naročilu Inštituta za novogrške študije iz Strasbourga. Njen drugi prevod je bila kratka grška proza Luči na odprtem morju, ki je izšla leta 2003. Za ta prevod je marca leta 2004 v Atenah prejela nagrado Združenja grških književnih prevajalcev. V svoji karieri kot prevajalka je prispevala podatke za Slovenski veliki leksikon: za 100 grških pesnikov, prevajalcev, esejistov in dramatikov. Svoja dela je objavljala v literarnih revijah, časopisih in nekaterih radijskih oddajah. Med njene najpomembnejše prevode sodijo poleg prvih dveh prevodov novela Maniker grškega pisatelja Hristosa Hrisopulosa, roman Ministrstvo za bolečino hrvaške pisateljice Dubravke Ugrešić, roman Nevarna kuharija grškega pisatelja Andreasa Staikosa, pravljica O skopuhu, ki se je skril v blagajno grškega mladinskega pisatelja Evyeniosa Trivizasa, roman Sneg v Kazablanki makedonske pisateljice Kice Kolbe, roman Gen za dvom grškega pisatelja Nikosa Panajotopulosa, pravljica O miški, ki se je želela dotakniti zvezde, roman Mala Anglija grške pisateljice Ioanne Karystiani, roman Ob volčjem svitu se vračajo grške pisateljice Zyranne Zateli. 
V svoji karieri se je po letu 2007 z izidom lirske pesnitve Zgiban prek Mure ter z zbirko haikujev Kimono začela uveljavljati kot pesnica. Pesnitev Zgiban prek Mure je bila nominirana za najboljši prvenec leta 2008. Od začetka 90. let pa je na slovenskem glasbenem področju navzoča kot glasbenica. Njena glasbena dela obsegajo priredbe ljudskih pesmi in uglasbeno poezijo. Glasbene priredbe niso zajemale samo slovenskih pesmi, temveč tudi priredbe iz dežel nekdanje Jugoslavije, vzhodnega Sredozemlja in južne Evrope. V svoji glasbeni karieri se je ukvarjala tudi z glasbo sefarderskih Židov. Dandanes sodeluje z domačimi in tujimi glasbeniki, kot so Lado Jakša, Žarko Živković, Vasko Atanasovski, Nino Mureškić, Igor Bezget in Vlado Batista. Doslej je nastopala na Hrvaškem, v Avstriji, Franciji, Italiji, Bosni in Hercegovini, Švici, Makedoniji, Grčiji in na Nizozemskem. Leta 2001 je s skupino Trio Bahur izdala album Harset, ki je vseboval dela iz Grčije, Bosne, Makedonije in Turčije.